# Pimpla imitata
Pimpla imitata là một loài tò vò trong họ Ichneumonidae.